# Julia Riley
Julia M. Riley (née Hill en 1947) est une astrophysicienne britannique qui a développé la classification Fanaroff-Riley.

## Contexte personnel et professionnel
Elle est la fille de Philippa (née Pass) et du géophysicien marin britannique Maurice Hill, ainsi que la petite-fille du physiologiste lauréat du prix Nobel de physiologie ou médecine Archibald Vivian Hill.
Riley est membre du Girton College et associée au Cavendish Astrophysics Group de l'Université de Cambridge. Son domaine de recherche principal est la radioastronomie. Riley donne des cours et supervise la physique dans le cadre du Natural Sciences Tripos à l'Université de Cambridge.

## Types Fanaroff–Riley I et II
En 1974, avec Bernard Fanaroff, elle a rédigé un article classifiant les radiogalaxies en deux types en fonction de leur morphologie (forme). La classification de Fanaroff et Riley est devenue connue sous le nom de types Fanaroff–Riley I et II des radiogalaxies (FRI et FRII). Pour les sources FRI, la majeure partie de l'émission radio provient de zones plus proches du centre de la source, tandis que pour les sources FRII, la majeure partie de l'émission provient de points chauds éloignés du centre (voir galaxies actives).